# ATC kod A08
ATC kod A08 Preparati protiv gojaznosti, osim proizvoda za dijetu su terapeutska podgrupa sistema za anatomsko terapeutsko hemijsku klasifikaciju. Ovaj sistem alfanumeričkih kodova je razvio  za klasifikaciju lekova i drugih medicinskih proizvoda.  Podgrupa A08 je deo anatomske grupe A Alimentarni trakt i metabolizam.

Kodovi za veterinarsku upotrebu (ATCvet kodovi) se mogu formirati stavljanjem slova Q ispred humanih ATC kodova: QA08... ATCvet kodovi bez odgovarajućeg humanog ATC koda su navedeni sa vodećim Q na sledećoj listi.
Nacionalna izdanja ATC klasifikacije mogu da obuhvataju dodatne kodove koji nisu prisutni na ovoj listi.

## A08A Preparati protiv gojaznosti, osim proizvoda za dijetu

### A08AACentralnodelujući proizvodi protiv gojaznosti
A08AA01 Fentermin
A08AA02 Fenfluramin
A08AA03 Amfepramon
A08AA04 Deksfenfluramin
A08AA05 Mazindol
A08AA06 Etilamfetamin
A08AA07 Katin
A08AA08 Klobenzoreks
A08AA09 Mefenoreks
A08AA10 Sibutramin
A08AA56 Efedrin, kombinacije

### A08ABPerifernodelujući proizvodi protiv gojaznosti
A08AB01 Orlistat
QA08AB90 Mitratapid
QA08AB91 Dirlotapid

### A08AX Drugi proizvodi protiv gojaznosti
A08AX01 Rimonabant